# Han Xu (pallavolista)
Han Xu (Pechino, 28 ottobre 1987) è un'ex pallavolista cinese.
Giocava nel ruolo di palleggiatrice.

## Carriera
La carriera di Han Xu inizia nel 2000, quando entra a far parte del settore giovanile del Beijing Nuzi Paiqiu Dui. Dopo quattro annate nella squadra giovanile, nella stagione 2004-05 viene promossa in prima squadra. Dopo tre campionati di bassa classifica e nonostante la retrocessione al termine del campionato 2006-07, nell'estate del 2007 viene convocata per la prima volta in nazionale, rivestendo il ruolo di riserva di Qiuyue Wei: dopo il debutto al Montreux Volley Masters, nel quale vince la medaglia d'oro, vince poi la medaglia d'argento prima al World Grand Prix ed al campionato asiatico e oceaniano.
Guida il suo club ad una rapida promozione nel 2008, alla quale seguono altri campionati nei quali lotta per la salvezza ed un'altra retrocessione con seguente ed immediata promozione nel 2011. Nella stagione 2012-13 raggiunge per la prima volta i play-off scudetto, chiudendo al quarto posto in campionato; si ritira al termine del campionato 2013-14.

## Palmarès

### Nazionale (competizioni minori)
- Montreux Volley Masters 2007